# 血の来訪者
『血の来訪者』（ちのらいほうしゃ）は、大藪春彦のハードボイルド長編小説。副題「野獣死すべし第三部」。
1960年に「週刊新潮」に連載。書き下ろし部分を加えて、翌年に新潮社から単行本が刊行された。電子書籍も出版されている。

## あらすじ
伊達邦彦は、大東電気社長令嬢・神野知佐子を手なずけて、企業乗っ取りを企むが、ドライブ中に遭遇した「カミナリ野郎」の銃撃により知佐子が死亡。彼女の死体を始末する一方で、知佐子の父親に脅迫状を送りつけ3000万円の身代金を要求した。警察の罠をかいくぐり、札束をかすめ取ったが、そのあとには苦難の道が待っていた。

## 登場人物
- 伊達邦彦

### 神野家
- 神野洋一
- 神野知佐子
- 神野紀代子

### 三協銀行
- 沢田忠雄

### 新宿興信所
- 津村
- 野田久子

## 出版履歴
※書名は特記あるものを除き、本項に準ずる。
- 1960年6月より『週刊新潮』に連載。11月に警視庁より内容の一部に猥褻文書の疑いがあるとの指摘を受け中絶。
- 1961年、新潮社より『血の来訪者』単行本刊行。連載中絶から2ヵ月後に200枚を加筆した形で発表された[2]。
- 1970年 - 大藪春彦ホット・ノベル・シリーズ34
- 1979年 - 新潮文庫
- 1985年 - 徳間文庫
- 1997年 - 光文社文庫『伊達邦彦全集2』に収録。